# Ontmoetingskerk (Poortvliet)
De Ontmoetingskerk is een gereformeerd kerkgebouw in de plaats Poortvliet in de Nederlandse provincie Zeeland. De kerk is gelegen aan het Zuidplantsoen 3.

## Geschiedenis
In Poortvliet werd al in 1836 een Gereformeerde Kerk onder het Kruis opgericht. Men kerkte aanvankelijk in een woonhuis in de Langestraat. In 1887 zocht men aansluiting bij de Dolerenden en ging kerken in de Stoofstraat. In 1892 werd dit de Gereformeerde Kerk. In 1943 kwam het tot een scheuring en voor de weinige overgebleven Gereformeerden was het gebouw feitelijk te groot. Men ging samenwerken met de Gereformeerden in Tholen.
In 1952 werd de Ontmoetingskerk gebouwd, een bescheiden gebouw dat in 1982 ingrijpend werd verbouwd. Er werd toen een nieuwe kerkzaal aangebouwd en in de oude kerkruimte kwamen enkele dienst- en vergaderruimten.